# Хибины (национальный парк)
Хибины — национальный парк в Мурманской области. Расположен на территории более 84.8 тыс. гектаров и разделен на две части: «Западные Хибины» и «Восточные Хибины».
Создан в феврале 2018 году для охраны уникальных экосистем горных тундр и северной тайги Кольского полуострова, природного и историко-культурного наследия Хибинского горного массива.
Предполагается, что создание особо охраняемой природной территории (ООПТ) будет способствовать развитию экологического туризма в Мурманской области.

## История
О необходимости создания заповедника по типу национального парка в Хибинах говорил ещё географ Вениамин Семенов-Тян-Шанский в 1917 году, считая размещение заповедника в этих местах самым приоритетным. Препятствием этому стал тот факт, что регион является горнодобывающим.
Перед принятием окончательного постановления проект парка перерабатывали и не раз в течение 10 лет, в течение которых планируемая территория была уменьшена в три раза. В декабре 2011 года национальный парк был включен в Концепцию развития системы особо охраняемых природных территорий России до 2020 года, согласно которой парк должен был быть создан в 2015 году. 19 февраля 2018 года было подписано постановление о создании национального парка.

## Флора и фауна
На территории парка произрастает более 400 видов сосудистых растений, среди них 8 видов занесены в Красную книгу; более 300 листостебельных мхов и около 400 лишайников.
В национальном парке обитает 27 видов млекопитающих и 123 вида птиц.